# Нагорянка
Нагорянка (укр. Нагірянка) — посёлок в Чортковском районе Тернопольской области Украины. Административный центр Нагорянской сельской общины.

## История
После образования Польской республики в декабре 1920 года селение вошло в состав Тарнопольского воеводства.
Население по переписи 2001 года составляло 2460 человек.
В ноябре 2020 года находившийся здесь спиртзавод был приватизирован.